# Metal Gear Solid V: The Phantom Pain
Metal Gear Solid V: The Phantom Pain là một trò chơi điện tử lén lút phiêu lưu hành động năm 2015 được phát triển bởi Kojima Productions và được xuất bản bởi Konami. Tựa game được đạo diễn, viết kịch bản và thiết kế bởi Hideo Kojima (là tựa game cuối cùng của ông tại Konami), đây là phần thứ chín trong loạt phim Metal Gear, sau Metal Gear Solid V: Ground Zeroes, phần mở đầu độc lập được phát hành vào năm trước. Lấy bối cảnh năm 1984, chín năm sau sự kiện của Ground Zeroes, câu chuyện kể về thủ lĩnh lính đánh thuê Punished "Venom" Snake khi anh ta mạo hiểm đến Afghanistan do Liên Xô chiếm đóng và khu vực biên giới Angola-Zaire để trả thù những kẻ đã tiêu diệt lực lượng Militaires Sans Frontières (MSF) của anh ta (trong sự kiện 9 năm trước ở phần game Ground Zeros)
Game thuộc thể loại góc nhìn thứ ba (TPS) và thế giới mở có thể được khám phá bằng cách đi bộ hoặc bằng các phương tiện di chuyển (như ngựa, các loại xe cơ giới cho đến các loại xe tăng, xe bọc thép). Snake có thể sử dụng nhiều loại vũ khí và vật phẩm cũng như một số trợ thủ đồng hành (Quiet, D-Dog) cho phép người chơi chiến đấu với kẻ thù một cách lén lút hoặc trực tiếp. Binh lính và tài nguyên của kẻ thù tìm thấy khắp bản đồ có thể được vận chuyển đến trụ sở chính của Snake, cho phép nó mở rộng và phát triển căn cứ của người chơi. Trò chơi bao gồm hai chế độ nhiều người chơi riêng biệt, Metal Gear Online (còn được gọi là Metal Gear Online 3) và Căn cứ điều hành chuyển tiếp (Forward Operating Bases)(FOB)); chế độ thứ hai cho phép người chơi phát triển FOB, đồng thời cho phép các người chơi khác có thể tấn công FOB của người chơi.
Tựa game được phát hành cho các dòng máy PlayStation 3, PlayStation 4, Windows, Xbox 360 và Xbox One vào ngày 1 tháng 9 năm 2015. Nó nhận được nhiều lời khen ngợi từ giới phê bình, với lời khen ngợi về lối chơi, thế giới mở, đồ họa, chủ đề, cốt truyện và những thay đổi nhất định so với các phần game trước (điều này đã tạo ra nhiều luồng ý kiến khác nhau về tựa game). Các nhiệm vụ lặp đi lặp lại của trò chơi và kết thúc khiến cốt truyện của trò chơi còn nhiều lỗ hổng, ngoài ra còn có bằng chứng về các nội dung bị cắt bỏ (Mission 51 và nhiều phần khác của game), khiến một số người cho rằng trò chơi chưa hoàn thành. Phantom Pain đã bán được 6 triệu bản vào tháng 12 năm 2015. Nó đã nhận được một số giải thưởng và được coi là một trong những trò chơi hành động lén lút hay nhất mọi thời đại.

## Lối chơi

Snake sử dụng Fulton để dịch chuyển một con cừu về căn cứ mẹ (Mother Base).

Metal Gear Solid V: The Phantom Pain là một trò chơi hành động lén lút góc nhìn thứ 3, thế giới mở trong đó người chơi vào vai Punished "Venom" Snake. Các yếu tố trong lối chơi hầu như không thay đổi so với Ground Zeroes, nghĩa là người chơi phải lẻn vào các căn cứ của địch trong game, tránh lính canh của địch và tránh bị phát hiện. Snake sẽ được trang bị nhiều loại vũ khí, chất nổ và các vật phẩm hỗ trợ như hộp các tông ngụy trang, mồi nhử và ống nhòm. Như truyền thống của dòng game Metal Gear, The Phantom Pain khuyến khích người chơi hoàn thành các nhiệm vụ mà không giết chóc, sử dụng vũ khí không gây chết người như phi tiêu gây mê để hạ gục kẻ địch. Người chơi có thể băng qua thế giới mở của game bằng các phương tiện như xe jeep và xe tăng, ngoài việc đi bộ hoặc cưỡi ngựa. Với những người chơi non tay và không quen với kiểu chơi "tự thân vận động", game luôn cung cấp rất nhiều lựa chọn hỗ trợ. Ví dụ như người chơi có thể yêu cầu không kích từ trực thăng, thả phương tiện di chuyển - chiến đấu hoặc vũ khí hạng nặng xuống để sử dụng, và nhất là game còn cung cấp các trợ thủ rất đắc lực cho Big Boss. Trong game, Big Boss ban đầu sẽ có một trợ thủ là chú ngựa D-Horse, chủ yếu dùng để di chuyển, sau đó, trong quá trình chơi, Big Boss sẽ dần dần thu nạp thêm các trợ thủ khác như chú chó D-Dog với vai trò trinh sát, thậm chí ám sát kẻ địch, cô nàng sniper Quiet, cỗ máy D-Walker.
Một điểm sáng nữa trong hệ thống gameplay của The Phantom Pain, đó là cơ chế xây dựng và quản lý căn cứ, vốn được cải tiến và nâng cấp rất nhiều từ Peace Walker. Game ban đầu sẽ giao cho người chơi một khu Mother Base khá nhỏ với một vài khu vực chính như R&D Platform và Command Platform, sau đó, trong quá trình làm nhiệm vụ, Big Boss có thể thu thập các nguyên liệu, kiếm tiền - đơn vị được sử dụng trong game là GMP, bắt cóc quân lính, giải cứu tù binh và chiêu mộ thêm nhân lực để mở rộng và nâng cấp thêm các khu căn cứ khác cho Mother Base. Mother Base vừa là ngôi nhà cho đội quân Diamond Dogs của Big Boss, vừa là nơi hỗ trợ, nghiên cứu và nâng cấp trang bị cho Big Boss trong các nhiệm vụ sau này. Hệ thống quản lý Mother Base trong The Phantom Pain là rất chi tiết: ngoài việc nâng cấp trang bị, phương tiện cho Big Boss cùng các trợ thủ thì người chơi còn có thể sắp xếp lại nhân sự giữa các khu vực, cử họ làm các nhiệm vụ FOB để nâng cấp căn cứ lên thêm nữa. Chính cơ chế này khiến cho người chơi "hòa mình" với Big Boss hơn và thực sự cảm nhận được gánh nặng của một người chỉ huy.
Ngoài ra, với thế giới mở, giờ đây lựa chọn thực hiện nhiệm vụ không còn bó hẹp nữa - có hằng hà sa số các cách để hoàn thành nhiệm vụ, và cách chơi của người chơi sẽ ảnh hưởng đến những nhiệm vụ sau này, bởi vì AI của kẻ địch trong game có khả năng tự học hỏi và thích nghi với chiến thuật của người chơi. Ví dụ, nếu bạn là một chuyên gia headshot luôn luôn thích nhắm vào đầu, thì dần dà ở những khu trại địch tiếp theo, quân lính sẽ được trang bị mũ bảo hộ chắc hơn. Nếu bạn không thích phong cách lén lút mà thích đối đầu trực diện với địch, các khu trại lính sẽ tăng thêm số lượng lính canh gác, vũ khí phòng bị hạng nặng và thậm chí có cả trực thăng tuần tra nữa. Điều này đã buộc người chơi phải thường xuyên thay đổi cách thức làm nhiệm vụ, nếu không muốn bị rơi vào thế khó vì gặp phải quá nhiều kẻ địch, ảnh hưởng đến nhiệm vụ và đánh giá chất lượng nhiệm vụ sau đó.

### Chế độ nhiều người chơi
Metal Gear Solid V: The Phantom Pain bao gồm hai chế độ nhiều người chơi: đầu tiên là Metal Gear Online 3, được phát triển bởi chi nhánh Los Angeles của Kojima Productions (nay là Konami Los Angeles Studio). Chế độ nhiều người chơi thứ hai là phần mở rộng của tính năng xây dựng căn cứ Mother Base. Người chơi có thể mở rộng hoạt động của mình để bao gồm "Căn cứ điều hành chuyển tiếp (FOB)" có thể được sử dụng để tạo tài nguyên và thu nhập cho chiến dịch chơi đơn. Những cơ sở này có thể bị tấn công bởi những người chơi khác, trong đó đội tấn công cố gắng đánh cắp tài nguyên và binh lính còn đội phòng thủ sẽ cố gắng bảo vệ căn cứ (FOB) khỏi bên tấn công. Bên phòng thủ có thể kêu gọi bạn bè của họ hỗ trợ phòng thủ, đặc biệt nếu căn cứ bị tấn công trong lúc người chơi đang làm nhiệm vụ cốt truyện. Người chơi có thể quản lý mức độ bảo mật, nhân sự và cách bố trí các căn cứ FOB của họ. Nếu bên tấn công thành công (hoặc thất bại) trong việc tấn công, vị trí Căn cứ điều hành tiền phương (FOB) của người chơi tấn công sẽ được tiết lộ cho người chơi phòng thủ; tuy nhiên, người chơi phòng thủ chỉ có thể thực hiện một cuộc tấn công trả đũa nếu kẻ tấn công bị phát hiện trong quá trình xâm nhập của họ. Tính năng Forward Operating Base (FOB) là trải nghiệm nhiều người chơi riêng biệt với Metal Gear Online 3 và cần thiết để tăng số lượng đơn vị chiến đấu mà người chơi có thể triển khai.

## Cốt truyện

### Bối cảnh
Sau sự kiện của Ground Zeroes và căn cứ của Militaires Sans Frontières (MSF) bị phá hủy, Big Boss rơi vào trạng thái hôn mê. Chín năm sau, anh thức tỉnh và giúp lãnh đạo một nhóm lính đánh thuê mới, Diamond Dogs. Lấy mật danh là "Venom Snake", anh ta dấn thân vào Afghanistan trong giai đoạn Chiến tranh Liên Xô-Afghanistan nổ ra và khu vực biên giới Angola-Zaire trong cuộc Nội chiến Angola để truy tìm và trả thù những kẻ đã gây ra sự tàn phá của MSF. Trong cuôc hành trình ấy, anh gặp lại với đối thủ cũ Ocelot (người mà Snake đã từng đối đầu trong Metal Gear Solid 3) và gặp Quiet, một sát thủ và xạ thủ có khả năng siêu nhiên. Trong khi anh và Kazuhira Miller cố gắng theo đuổi trả thù, Snake phát hiện ra một âm mưu của tổ chức The Patriots nhằm phát triển một mẫu Metal Gear mới được gọi là ST-84 "Sahelanthropus".

### Cốt truyện chính
Năm 1984, Big Boss bây giờ gọi là Venom Snake tỉnh lại tới một bệnh viện ở Đảo Síp và nhận ra mình đã bị cụt tay, Snake đã trốn thoát được nhờ đến sự giúp đỡ của một người đàn ông băng bó khắp mình có cái tên là Ishmael và cuối cùng thì gặp được Revolver Ocelot. Revolver Ocelot giúp Big Boss phục hồi sức khỏe, trang bị cho ông một cánh tay cơ sinh học và sau đó giúp ông đột nhập vào Afghanistan giải cứu Kazuhira Miller. Sau đó thì 3 người cùng nhau thành lập một tập đoàn quân đội tư nhân mới với cái tên là Diamond Dogs đặt căn cứ ngoài bờ biển Seychelles. Diamond Dogs nhận các nhiệm vụ ở châu Phi về để chiêu mộ binh sĩ và kiếm thu nhập vừa để tìm thông tin về Skull Face và tìm thời cơ tấn công hắn ta.Snake đã giải cứu tiến sĩ Huey Emmerich khỏi tay Skull Face nhưng Miller thì lại hoài nghi Huey, vì cho rằng Huey là người đã bán đứng MFS và dẫn giặc vào nhà. Snake cũng đã đem về 1 siêu xạ thủ là Quiet, 1 cậu bé tên Eli được chọn con trai của ông từ dự Les Enfants Terribles và 1 nhà khoa học có tên Code Talker – người đã bị Skull Face ép phải làm 1 loại ký sinh trùng dây thanh quản, có khả năng lây nhiễm và giết những người nói một ngôn ngữ cụ thể nào đó. Cuối cùng họ cũng đã tìm ra Skull Face và trả được thù. Diamond Dogs sau đó vẫn tiếp tục hoạt động, Eli thì bỏ trốn khỏi Diamond Dogs với một chiếc Metal Gear khổng lồ, 1 cuộc bùng nổ dịch bệnh của 1 chủng đột biến của loại ký sinh trùng dây thanh quản tại căn cứ, đã buộc Snake phải giết chết chính những người chiến sĩ của mình để ngăn chặn lây lan. Huey được cho là đã thả chủng đột biến đó ra ngoài và đã bị đẩy đi lưu vong, còn Quiet thì đã bị bắt và khi nhiệm vụ giải cứu cô thất bại, lần đầu tiên cô đã cất giọng nói nên để gọi trực thăng đến giải cứu cho Snake. Những điều này đồng thời cũng kích hoạt con ký sinh trùng trong thanh quản và qua đó dẫn đến cái chết của cô. Và có lẽ chi tiết bất ngờ nhất trong lịch sử của Metal Gear, chính là việc Big Boss trên thực tế lại không phải là nhân vật chính của Metal Gear Solid V: The Phantom Pain mà lại là một cán bộ quân y của MSF và là một trong số những chiến binh thân cận nhất của ông.
Thông qua phẫu thuật thẩm mỹ và thuật thôi miên, người này đã được biến đổi ngoại hình cũng như tính cách thành giống hệt Big Boss. Trong khi đó Big Boss thực sự lại chính là Ishmael ở đầu game đã bỏ rơi Miller và  bắt đầu lập kế hoạch đối phó với Cipher. Big Boss giả sau đó đã xây dựng nên Outer Heaven.

## Quá trình phát triển

Một poster tuyển dụng của Konami cho tựa game Metal Gear sắp tới, được dùng ở sự kiện GDC

Vào tháng 2 năm 2012, một trang web của Konami gọi là "Lập trình xuyên biên giới" (Development without Borders) đã giới thiệu về một dự án phát triển tựa game Metal Gear mới. Trang web đã yêu cầu tuyển dụng nhân viên để chuẩn bị cho sự kiện GDC 2012 vào tháng 3, và tuyển dụng thêm nhiều vị trí cho dự án game Metal Gear mới nhất khi đó dành cho các dòng console mới nhất và engine làm game thế hệ tiếp theo (Fox Engine) Cũng trong năm đó, nhiều hình ảnh, video về engine làm game mới nhất của Konami đã được đội ngũ phát triển giới thiệu trước công chúng .Kojima Productions khi đó đã giới thiệu những tính năng, cùng với sức mạnh đồ họa của Fox Engine.
Konami ra mắt Ground Zeroes tại một sự kiện kỷ niệm 25 năm dòng game Metal Gear ra mắt vào ngày 30 tháng 8 năm 2012. Trò chơi ra mắt công chúng hai ngày sau đó tại Penny Arcade Expo 2012. Kojima tiết lộ rất ít chi tiết về dự án vào thời điểm đó ngoài việc nó là phần mở đầu của Metal Gear Solid V, và đây sẽ là trò chơi đầu tiên sử dụng Fox Engine, một game engine được phát triển bởi Kojima Productions. Vào tháng 1 năm 2013, Kojima tiết lộ rằng Ground Zeroes sẽ là tựa game đầu tiên trong series có phụ đề bằng tiếng Ả Rập, một tính năng mà nhóm đã lên kế hoạch cho các trò chơi trước đó. Anh ấy cũng xác nhận rằng thời lượng của các đoạn cutscene đã giảm đi, vì anh ấy tin rằng những đoạn cutscene dài đã trở nên lỗi thời, thừa thãi.

Trong một cuộc phỏng vấn với tờ blog VG247, Kojima bày tỏ lo ngại về việc liệu Ground Zeroes có được phát hành hay không. Kojima tuyên bố rằng mục đích của anh ấy là nhắm vào những chủ đề, những vấn đề nhạy cảm mà anh ấy cho là "khá rủi ro". Kojima muốn thêm vào các chủ đề nhạy cảm, kén người chơi vào trong game, nhưng cũng đề cập đến việc có khả năng ông phải cắt bớt những nội dung đó để game bán được càng nhiều bản càng tốt. Cuối cùng, Kojima đã chọn ưu tiên sự sáng tạo, nội dung game hơn là doanh số bán hàng.